# Clusia studartiana
Clusia studartiana là một loài thực vật có hoa trong họ Bứa. Loài này được C.M.Vieira & A.G.Silva mô tả khoa học đầu tiên năm 1992.